# Верховино (Кировская область)
Верховино — село в Юрьянском районе Кировской области России. Административный центр Верховинского сельского поселения.

## География
Расположено на берегу реки Великой.

## История
Село основано в 1600 как село Верховское. По преданию, в 1609 марийцы-язычники напали на село и вместе с другими вещами захватили икону Преображения, которую, расколов на 3 части, использовали в качестве сидений в лодках, за что были поражены слепотой. Испугавшись, они выбросили осколки иконы в реку, но не получили исцеления и были схвачены русскими. Найденные доски чудесным образом сложились. Храм в Верховине возобновлён по грамоте митрополита Сарского и Подонского Ионы 22 сентября 1618.
В советское время — административный центр Верховинского района (1929—1933), затем — центр Верховинского сельсовета, Верховинского сельского округа. С 2006 года — административный центр Верховинского сельского поселения.

## Население
| 2010 |
| ---- |
| 454  |

## Известные земляки
- Сычугов, Савватий Иванович — (27.9(9.10).1841, с. Подрелье Орловского уезда Вятской губернии — 6(19).2.1902, с. Верховино Орловского уезда Вятской губернии) — земским врач в Вятской и Владимирской губерниях, просветитель, литератор, историк медицины, меценат, основатель первой общедоступной библиотеки в селе Верховино.